# Скачок (киновселенная Marvel)
Скачо́к (англ. The Blip) — крупное временное событие длительностью в 5 лет, произошедшее в медиафраншизе «Кинематографическая вселенная Marvel» (КВМ) в результате использования межгалактическим титаном Таносом Камней Бесконечности, помещённых в Перчатке Бесконечности, и проявляющееся в виде распада (в виде пыли или праха) половины разумной жизни во Вселенной.
Скачок начинается первоначально с щелчка Таноса, и в дальнейшем, через 5 лет, завершается щелчком Брюса Бэннера. Это означает, что «Скачок» охватывает событие полностью, включая уничтожение и восстановление жертв. Проявился в форме массового распада отдельных существ на пыль или прах. В результате обратного действия, та же самая пыль превращается в ранее умерших людей, в том месте, в котором они пропали.
По состоянию на 2023 год аспекты Скачка были представлены в третьей и четвёртой фазах КВМ, включая следующие фильмы и сериалы: «Мстители: Война бесконечности» (2018) — начало 5-летнего Скачка, «Человек-муравей и Оса» (сцена после титров) (2018), «Капитан Марвел» (сцена после титров) (2019), «Мстители: Финал» (2019) — окончание 5-летнего Скачка, «Человек-паук: Вдали от дома» (2019), «Агенты „Щ.И.Т.“» (2020), «Ванда/Вижн» (2021), «Сокол и Зимний солдат» (2021), «Шан-Чи и легенда десяти колец» (2021), «Вечные» (2021), «Соколиный глаз» (2021), «Человек-паук: Нет пути домой» (2021) и «Человек-муравей и Оса: Квантомания» (2023).
Некоторые из последствий Скачка служили образом для создания комичных ситуаций, например, когда жертвы из школьной спортивной команды снова появляются в середине баскетбольного матча, и персонажи, которые теперь на несколько лет моложе своих ранее младших братьев и сестёр. Другие последствия несли драматизм, например, когда персонажи, вернувшиеся к жизни во время всеобщего хаоса и замешательства, обнаруживают, что их близкие умерли во время их отсутствия, и сталкиваются с неопределённым будущим. Президент «Marvel Studios» Кевин Файги рассматривает Скачок как главную хронологическую проблему в КВМ.
Скачок вдохновил создание реального события на веб-сайте «Reddit», в котором случайно выбранная половина участников очень популярного раздела будет забанена. Блокировка более 300 000 учётных записей, включая сорежиссёра фильма «Мстители: Войны бесконечности» Энтони Руссо, стала крупнейшей в истории Reddit. Скачок из КВМ сравнивают с пандемией COVID-19 в реальном мире как с событием, которое оказывает устойчивое влияние на людей во всём мире.

## Этимология
После выхода фильма «Мстители: Война бесконечности» фанаты окрестили это событие «Щелчком» (англ. The Snap, the Snappening). В связанном произведении Брэндона Т. Снайдера «Marvel’s Avengers: Infinity War: The Cosmic Quest» это событие упоминалось как «Децимация» (англ. The Decimation), но это название больше нигде не использовалось. В фильме «Человек-паук: Вдали от дома» (2019) событие было названо «Скачком» (англ. The Blip), однако Кевин Файги позже пояснил, что «Щелчок» относится к щелчку пальцев Таноса в «Войне бесконечности», а «Скачок» относится к щелчку пальцем Брюса Бэннера в «Финале». Несмотря на комментарии Файги, оба события вместе упоминаются как «Скачок» в сериалах «Ванда/Вижн» и «Сокол и Зимний Солдат», и этот термин относится к пятилетнему промежутку между двумя щелчками, во время которых половина населения Земли была стёрта:04:36–04:41:11:24–11:29.

## Щелчок Таноса
Щелчо́к Та́носа (англ. The Snap) или Децима́ция (англ. the Decimation) — манипуляция межгалактическим титаном Таносом с Камнями Бесконечности, помещёнными в Перчатку Бесконечности. Данное действие работает только при наличии всех Камней Бесконечности в Перчатке.
Весной 2018 года, межгалактический титан Танос, после противостояния с командами «Мстители» и «Стражи Галактики» собирает Камни Бесконечности в Перчатку Бесконечности и щёлкает пальцами, в результате чего половина жизни во Вселенной распадается, уменьшая популяцию планет.

## Известные жертвы и выжившие
Щелчок Таноса уничтожил 50 % всех живых существ во Вселенной. Мемориалы «павшим» жертвам были воздвигнуты по всей вселенной.
Процесс уничтожения половины жизни во Вселенной представлял собой полный распад существа на мельчайшие частицы, представляющие собой пыль или прах, без дальнейшего восстановления.

### Жертвы
Те, кто, как известно, был уничтожен после щелчка Таноса:
- Баки Барнс[21]
- Купер Бартон[22]
- Лора Бартон[22]
- Лайла Бартон[22]
- Натаниэль Бартон[22]
- Елена Белова[23]
- Бетти Брант[2]
- Джанет ван Дайн[21]
- Хоуп ван Дайн[21]
- Грут[21]
- Мишель Джонс-Уотсон[2]
- Дракс[21]
- Джейсон Ионелло[24]
- Питер Квилл[21]
- Нед Лидс[2]
- Мантис[21]
- Ванда Максимофф[21]
- Уилфред Найджел[25]
- Мэй Паркер[a][2]
- Питер Паркер[21]
- Хэнк Пим[21]
- Моника Рамбо[26]
- Бетти Росс[19]
- Таддеус Росс[22]
- Эрик Селвиг[22]
- Сиф[19]
- Стивен Стрэндж[21]
- Т’Чалла[21]
- Флэш Томпсон[2]
- Сэм Уилсон[21]
- Никодемус Уэст[27]
- Джейн Фостер[22]
- Ник Фьюри[21]
- Мария Хилл[21]
- Шури[22]

### Выжившие
Те, кто, как известно, пережил щелчок Таноса:
- Аяк[28]
- Клинт Бартон[21]
- Кейт Бишоп[29]
- Брюс Бэннер[21]
- Валькирия[21]
- Варра[30]
- Вонг[21]
- Гильгамеш[28]
- Утка Говард[19]
- Друиг[28]
- Брэд Дэвис[2]
- Кэрол Дэнверс[21]
- Икарис[28]
- Шэрон Картер[b][31]
- Кинго[28]
- Корг[32]
- Кэсси Лэнг[33]
- Скотт Лэнг[c][21]
- Майя Лопес[35]
- Уильям Лопес[35]
- Маккари[28]
- М’Баку[21]
- Мэтт Мёрдок[36]
- Мик[32]
- Карли Моргенто[37]
- Накия[38]
- Небула[21]
- Окойе[21]
- Кристина Палмер[39]
- Пеппер Поттс[21]
- Ракета[21]
- Мария Рамбо[26]
- Стив Роджерс[21]
- Наташа Романофф[21]
- Джеймс Роудс[21]
- Серси[28]
- Марк Спектор[40][41]
- Спрайт[28]
- Тони Старк[21]
- Талос[42]
- Танос[43]
- Тор[21]
- Туссен / Т’Чалла II[38]
- Фастос[28]
- Уилсон Фиск[44]
- Фина[28]
- Роджер Харрингтон[2]
- Тайлер Хейворд[5]
- Хэппи Хоган[21]

* Скотт Лэнг во время щелчка находился в Квантовом мире (однако этот факт не влиял на его возможность исчезнуть), и в результате замедленного временного течения вместо 5 лет Скотт ощутил, что находился в нём 5 часов.
* Вечные пережили щелчок Таноса только потому, что не являлись биологическими существами.

## Изображение

### Фильмы

#### Щелчок Таноса
В 2018 году межгалактический титан Танос, ведомый желанием уравновесить вселенную, истребив в ней половину всей жизни, в течение двух дней собирает Камни Бесконечности и помещает их в Перчатку Бесконечности. Невзирая на попытки Мстителей и Стражей Галактики помешать ему, Танос всё равно щёлкает пальцами и телепортируется в Сад (Титан II).

#### Исчезновение существ и начало Скачка
Как показано в фильме «Мстители: Война бесконечности» (2018), исчезновение существ происходило случайно и в разное время. Исчезновение существ на крупных объектах приводило к производственным катастрофам и проблемам в различных сферах и отраслях. в результате которой правительствам многих стран приходилось снимать границы со своих стран, объединяясь ради выживания.
В сцене после титров фильма «Человек-муравей и Оса» (2018), Хэнк Пим, Хоуп ван Дайн и Джанет ван Дайн исчезают в процессе сбора Скоттом Лэнгом частиц из Квантового мира, оставляя Скотта в Квантовом мире.
В начале фильма «Мстители: Финал» семья Клинта Бартона в полном составе исчезает у него на ферме, в результате чего он становится убийцей с псевдонимом «Ронин».
В сцене после титров фильма «Капитан Марвел» (2019), Стив Роджерс и Наташа Романофф
наблюдают на базе Мстителей увеличение исчезновения населения Земли в разных точках мира. В этот момент появляется Джеймс Роудс и сообщает им, что пейджер Ника Фьюри отключился. В лаборатории, Брюс Бэннер сообщает им, что сигнал пропал. В этот момент за спиной Наташи Романофф появляется Кэрол Дэнверс.

#### Окончание Скачка
После щелчка Таноса проходит 5 лет (официальный год в КВМ — 2023). В течение 5 лет у многих людей развивается депрессия на фоне исчезновения их родственников в течение Скачка, в результате чего им приходилось прибегать к психотерапии, устроенной Стивом Роджерсом. В таких городах, как Нью-Йорк и Сан-Франциско наблюдается нарастающий городской упадок. Кэрол Дэнверс сообщает Мстителям, что хаос, происходящий на Земле, также происходит на других планетах по всему космосу. Позже, в разговоре с Наташей, Стив упоминает, что благодаря щелчку Таноса, морские животные все больше появляются в реках и океанах, поскольку в результате щелчка, кораблей и судов стало меньше.
В это время Скотт Лэнг с помощью случайно оказавшейся в его фургоне крысы выбирается из Квантового Мира и сообщает Мстителям, что по ощущения провёл там не 5 лет, а 5 часов, и предлагает использовать Квантовый Мир для путешествий во времени, чтобы отменить действия Таноса. Мстители решают вернуть всех исчезнувших существ и в результате разработанной ими операции «Хрононалёт», собирают альтернативные версии Камней Бесконечности и возвращают половину разумной жизни во Вселенной при помощи Брюса Бэннера.
Во время битвы против альтернативной версии Таноса возвращённые Мстители, Стражи Галактики, Опустошители и Мастера мистических искусств вступают в битву с Таносом.

#### Последствия
В фильме «Человек-паук: Вдали от дома» (2019) раскрывается, что возвращённые люди появлялись именно на том же месте, где и пропали, и что прошедшее время, между щелчком Таноса и щелчком Брюса Бэннера прозвали «Скачком», поскольку выжившие люди стали на 5 лет старше тех, кто пропал.
В рамках вирусной маркетинговой кампании по продвижению домашнего медиарелиза фильма, была создана реальная версия вымышленного сайта «TheDailyBugle.net», на котором были размещены отзывы предполагаемых жертв Скачка. Один из них жаловался, что исчез в опасной ситуации и был серьёзно ранен, когда появился вновь. Это противоречило заявлению Кевина Файги о том, что любой человек в такой ситуации мог бы благополучно появиться на свет. Через несколько дней после того, как на это было указано, сайт был обновлён, чтобы сказать, что эта история была выдумана для страхового возмещения.
В фильме «Шан-Чи и легенда десяти колец» (2021) Скачок активно обсуждается в новостях. В Сан-Франциско находятся листовки с информацией о горячей линии для страдающих от тревоги в результате Скачка.
В фильме «Вечные» (2021) раскрывается, что действия Таноса затормозили рождение нового целестиала Тиамута на Земле, однако факт возвращения половины населения Земли заставляет Вечных противостоять рождению Тиамута.
В фильме «Человек-паук: Нет пути домой» (2021) раскрывается, что Стивен Стрэндж в результате 5-летнего Скачка потерял титул «Верховного чародея», и что вместо Стивена титул принял Вонг.
В фильме «Человек-муравей и Оса: Квантомания» (2023) выясняется, что Хоуп ван Дайн основала фонд по использованию частиц Пима для восстановления лесов и другой гуманитарной помощи. Кэсси Лэнг также пыталась помочь людям, потерявшим свои дома из-за Скачка.

### Сериалы
В сериале «Ванда/Вижн» (2021) было показано, как после щелчка, Моника Рамбо появляется в больнице рядом с кроватью своей матери, однако последнюю там не находит. В процессе хаоса и появления других пациентов, Моника узнаёт, что мать Моники — Мария Рамбо, умерла через два года после исчезновения Моники.
В сериале «Сокол и Зимний солдат» (2021), действие которого происходит через шесть месяцев после Скачка, упоминается, что Скачок вызвал хаос во всем мире. Миллионы возвращённых людей оказались под властью «Всемирного совета по восстановлению», а значительное число людей живут в качестве беженцев, ожидая возвращения в свои страны, в связи с появлением исчезнувших людей. Многие люди выражают благодарность Мстителям за то, что они вернули всех исчезнувших людей обратно, однако Скачок также приводит к образованию террористической организации «Разрушители флагов», считающей, что во время Скачка было лучше, поскольку страны снимали свои границы и объединялись, чтобы выжить. Также мотивацию к действиям организации подталкивали сами страны, поскольку они оказывали больше внимания возвращённым, нежели тем, кто не исчезал и жил во время Скачка, заставляя последних покидать дома, которые они заняли вместо исчезнувших людей. В сериале также раскрывается, что Шэрон Картер не исчезала и после Скачка стала «Торговцем Силы».
В сериале «Соколиный глаз» (2021), действие которого происходит через год после возвращения половины жизни во Вселенной, показывается, что многие люди поддерживают идеи Таноса, создавая многие вещи с этим связанные, например, кружку с фразой «Танос был прав». Такую же фразу можно видеть в туалете в Нью-Йорке. В сериале раскрывается, что Елена Белова также исчезала, и впервые Скачок был показан с точки зрения человека, подвергшегося исчезновению: Белова почти мгновенно распадалась, а затем появлялась вновь, при этом комната вокруг неё меняла свой вид в результате прохождения пяти лет.
В сериале «Что, если…?» (2021) в 7 эпизодах из 18, Скачок точно не происходит:
- Во втором эпизоде первого сезона — «Что, если… Т’Чалла стал бы Звёздным Лордом?», Т’Чалла успешно отговаривает Таноса от его плана по уничтожению половины разумной жизни во Вселенной, в результате чего Скачка не происходит.
- В четвёртом эпизоде первого сезона — «Что, если… Доктор Стрэндж потерял бы своё сердце вместо рук?», Доктор Стрэндж, в попытке отменить «Абсолютную точку во времени» уничтожает свою Вселенную, в результате чего Танос не успевает реализовать свой план по уничтожению половины разумной жизни во Вселенной, в результате чего Скачка не происходит. Но после того, как Доктор Стрэндж воссоздал вселенную  ценой своей жизни, событие альтернативного Скачка остаются под вопросом.
- В пятом эпизоде первого сезона — «Что, если… зомби!?», Танос, в процессе исполнения своего плана, заражается Квантовым вирусом, и ожидает последний Камень Разума в Ваканде, однако в результате заражения планеты, даже если Танос уничтожит половину разумной жизни во Вселенной, обратно исчезнувших людей/зомби никто не вернёт, в результате чего Скачка не происходит.
- В восьмом эпизоде первого сезона — «Что, если… Альтрон победил бы?», Танос прибывает на Землю за Камнем Разума, чтобы завершить свой план по уничтожению половины разумной жизни во Вселенной, однако его разрубает Альтрон, и забирает Камни Бесконечности себе, в результате чего Танос не успевает начать Скачок.
- В первом эпизоде второго сезона — «Что, если… Небула присоединилась бы к Корпусу Нова?», Танос погибает от рук Ронана Обвинителя в 2014 году, так и не достигнув своей цели, в результате чего Скачка не происходит.
- В четвёртом эпизоде второго сезона — «Что, если… Железный человек влетел бы в Грандмастера?», Танос, после поражения в битве за Нью-Йорк в 2012 году, отправляет Гамору за Тони Старком, который в это время попал на Сакаар, не успев вернуться в портал. Позже Гамора приводит Старка к Таносу, однако она нападает на него и растворяет посохом Топаза, в результате чего Скачка не происходит.
- В седьмом эпизоде второго сезона — «Что, если… Хела нашла бы Десять колец?», на Таноса нападает армия «Десять колец» во главе с Хелой и Сюй Венву примерно в ~1000 году, в результате чего Скачка не происходит.

## Отличия от комиксов

Щелчок в комиксах «The Infinity Gauntlet»

В комиксах, изданных Marvel Comics, событие, на котором основана начальная часть Скачка, произошло во время серии «The Infinity Gauntlet» 1991 года и стало называться Щелчком. Хотя его всё ещё делает Танос, он сделал его для того, чтобы произвести впечатление на олицетворение Смерти, в которое он был влюблён. Танос собирает Камни Бесконечности, которые использует для создания Перчатки Бесконечности, делая себя всемогущим, и стирает половину живых существ во вселенной, чтобы доказать женщине свою любовь. Герои Земли и других миров не знают об этих событиях, пока не происходит сам Щелчок. После чего выжившие герои объединяются против Таноса. Щелчок и несколько связанных с ним действий быстро отменяются Небулой и Адамом Уорлоком. Последний раскрывает, что Танос всегда позволял себе быть побеждённым, потому что Титан тайно понимает, что не достоин абсолютной силы. Затем Танос присоединяется к Уорлоку в составе Дозора Бесконечности и помогает ему устранить различные угрозы во вселенной. Поскольку Щелчок отменяется вскоре после того, как произошёл, он не имеет таких долгосрочных социальных последствий, как Скачок в КВМ. Кроме того, поскольку Камни Бесконечности немедленно отнимают у Таноса и их не уничтожают, они продолжают играть роль в более поздних сюжетных линиях комиксов.

### Жертвы
Среди жертв Щелчка в комиксах были:
- Агент США[58]
- Архангел[58]
- Виндикатор[58]
- Вонг[53]
- Вэнс Астровик[58]
- Гамора[53]
- Геркулес[58]
- Зверь[58]
- Юджин Джадд[58]
- Мэдисон Джеффрис[58]
- Рик Джонс[53]
- Люк Кейдж[58]
- Даймонд Лил[58]
- Невидимая леди[58]
- Маккари[58]
- Джин Грей[58]
- Ментор[53]
- Мистер Фантастик[58]
- Ночной Громила[58]
- Огненная звезда[58]
- Оса[58]
- Кинжал[58]
- Полярная звезда[58]
- Ртуть[58]
- Серси[53]
- Снежный человек[58]
- Соколиный глаз[53]
- Сорвиголова[58]
- Существо[58]
- Джеймс Хадсон[58]
- Колин Эшворт Хьюм[58]
- Человек-лёд[58]
- Человек-факел[58]
- Чёрная кошка[58]
- Чёрная пантера[58]
- Шаман[58]

### Выжившие
Те, кто, как известно, пережили Щелчок в комиксах:
- Алая Ведьма[59]
- Дмитрий Бухарин[58]
- Вижн[59]
- Вольштагг[58]
- Горгон[58]
- Доктор Дум[58]
- Доктор Стрэндж[53]
- Дракс Разрушитель[53]
- Железный человек[59]
- Женщина-Халк[58]
- Звёздный лис[53]
- Зевс[58]
- Капитан Америка[53]
- Карнак[58]
- Квазар[58]
- Клеа[60]
- Лунатик[61]
- Лунный рыцарь[59]
- Эрик Мастерсон[58]
- Медуза[58]
- Мерзость[62]
- Нэмор[59]
- Нэморита[59]
- Ник Фьюри[53]
- Нова[59]
- Носорог[63]
- Огненный Лорд[53]
- Один[58]
- Хэнк Пим[58]
- Пип Гоферн[53]
- Плащ[59]
- Ринтра[58]
- Росомаха[59]
- Серебряный Сёрфер[53]
- Сиф[58]
- Фандрал[58]
- Валентина Аллегра де Фонтейн[53]
- Халк[53]
- Хогун[58]
- Джим Хэммонд[58]
- Циклоп[59]
- Человек-паук[53]
- Чёрная вдова[58]
- Чёрный Гром[58]
- Чёрный рыцарь[58]
- Чудо-человек[58]

## Реакция
Изображение Щелчка в конце фильма «Мстители: Война бесконечности» повлекло за собой различные интернет-мемы, в том числе мем с Питером Паркером, говорящим, что ему нехорошо, когда он распадался; и это было применено к другим ситуациям.
Для фанатов был создан веб-сайт «DidThanosKill.Me», чтобы узнать, пощадит ли их Танос или нет. Концовка также породила создание подраздела на «Reddit» под названием r/thanosdidnothingwrong. Один из его участников предложил заблокировать половину из примерно 20 000 подписчиков на тот момент, чтобы сымитировать события фильма. После того, как сообщество согласилось на эту меру, модераторы обратились к администраторам Reddit, чтобы узнать, возможен ли вообще массовый бан. После того, как администраторы согласились на случайную блокировку половины подписчиков, это должно было произойти 9 июля 2018 года. Уведомление о надвигающейся блокировке увеличило количество подписчиков раздела до более чем 700 000, включая братьев Руссо. В преддверии блокировки Бролин опубликовал видео, которое окончилось Щелчком. Более 60 000 человек смотрели прямую трансляцию на Twitch о бане, который длился несколько часов. Блокировка более 300 000 учётных записей, включая Энтони Руссо, стала крупнейшей в истории Reddit. Забаненные собрались в новом подразделе, который назывался /r/inthesoulstone. Один пользователь сайта описал блокировку как воплощение «духа Интернета», когда люди «массово объединяются вокруг чего-то относительно бессмысленного, но каким-то образом определённо удивительного и весёлого». Эндрю Тигани из Screen Rant сказал, что это показало, «насколько влиятельным фильм уже стал для поп-культуры. Это также свидетельство того, насколько ценным может быть взаимодействие с фанатами через социальные сети».
Файги отметил аналогичные коннотации и социальные последствия, очевидные между вымышленным Скачком и всемирной пандемией COVID-19 в 2020 году, которая последовала за выпуском фильма «Мстители: Финал». Файги уточнил, что «теперь есть прямая параллель между тем, с чем столкнулись люди, живущие в КВМ, и тем, с чем столкнулись все мы в реальном мире».
После премьеры «Финала» Google добавил кликабельный значок Перчатки Бесконечности в результаты своего поисковика для слов «Танос» или «Перчатка Бесконечности» в качестве цифровой пасхалки. Значок, при нажатии на который, совершал щелчок пальцами и половина результатов поиска исчезала.
Во время промоушна «Вечных» актёр Кит Харингтон посчитал, что фанаты Marvel «не должны слишком увязнуть» в теме Скачка.

### Научный анализ
Мотивы Таноса, которые привели к Скачку, вызвали сравнение экспертов с утверждениями и работами учёного и экономиста 18-го века Томаса Мальтуса. В 1798 году он теоретизировал в произведении «Опыт закона о народонаселении», что, если население будет расти намного быстрее, чем источники пищи, и если рост останется неконтролируемым, это в конечном итоге приведёт к социальному коллапсу. Мальтус утверждал, что общество может превентивно сдерживать неудержимый рост, тем самым избегая катастрофических результатов.
Современные научные эксперты отмечают, что в гипотетическом сценарии реального мира сокращение половины всех форм биологической жизни будет иметь немедленные последствия для биоразнообразия Земли, сравнимые с массовым вымиранием. Негативное воздействие будет оказано на находящиеся под угрозой исчезновения виды с существовавшей ранее низкой численностью, а также виды, предназначенные для опыления и производства продуктов питания, которые требуют управления опылением. Коллапс экосистемы возможен. По отношению к людям уменьшение перенаселения приведёт к уменьшению выбросов парниковых газов, что улучшит перспективы смягчения последствий изменения климата и уменьшит глобальное потепление и связанные с ним последствия. Люди потеряют примерно от 1 фунта (0,45 кг) до 3 фунтов (1,4 кг) из-за потери микробов и бактерий в организме. Одновременное массовое исчезновение людей также немедленно спровоцирует значительное число случайных и косвенных смертей, таких как авиакатастрофы и автомобильные аварии.
Исследование, проведённое в 2021 году, показало, что Танос не мог физически щёлкнуть пальцами во время ношения Перчатки Бесконечности из-за отсутствия трения между поверхностями.

## Комментарии
1. ↑  Изначально считалась живой[19].
2. ↑  Изначально считалась мёртвой[22].
3. ↑  Изначально считался мёртвым[34].
4. ↑  Четвёртая серия — «Мы прерываем эту программу»
5. ↑  Пятая серия — «Ронин»